# كفر المحمودية
قرية كفر المحمودية هي إحدى القرى التابعة لمركز ههيا في محافظة الشرقية في جمهورية مصر العربية. حسب إحصاءات سنة 2006، بلغ إجمالي السكان في كفر المحمودية 4703 نسمة، منهم 2465 رجل و2238 امرأة.